# ロタール・フォン・トロータ

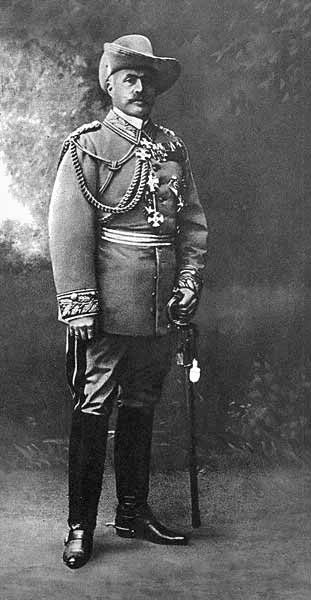
ロタール・フォン・トロータ

アドリアン・ディートリヒ・ロタール・フォン・トロータ（ドイツ語: Adrian Dietrich Lothar von Trotha, 1848年7月3日、マクデブルク - 1920年3月31日、ボン）は、ドイツの軍人。義和団の乱で活躍した。ヘレロ族の虐殺（ヘレロ・ナマクア虐殺）を指揮した。
1904年からドイツ領南西アフリカ（現ナミビア）で展開されたヘレロ族の虐殺は、強制収容所を建設した点や民族浄化を目指した点において、のちにナチス・ドイツが行ったホロコーストとの類似性が指摘されている。